# Baiju Bhatt (Unternehmer)

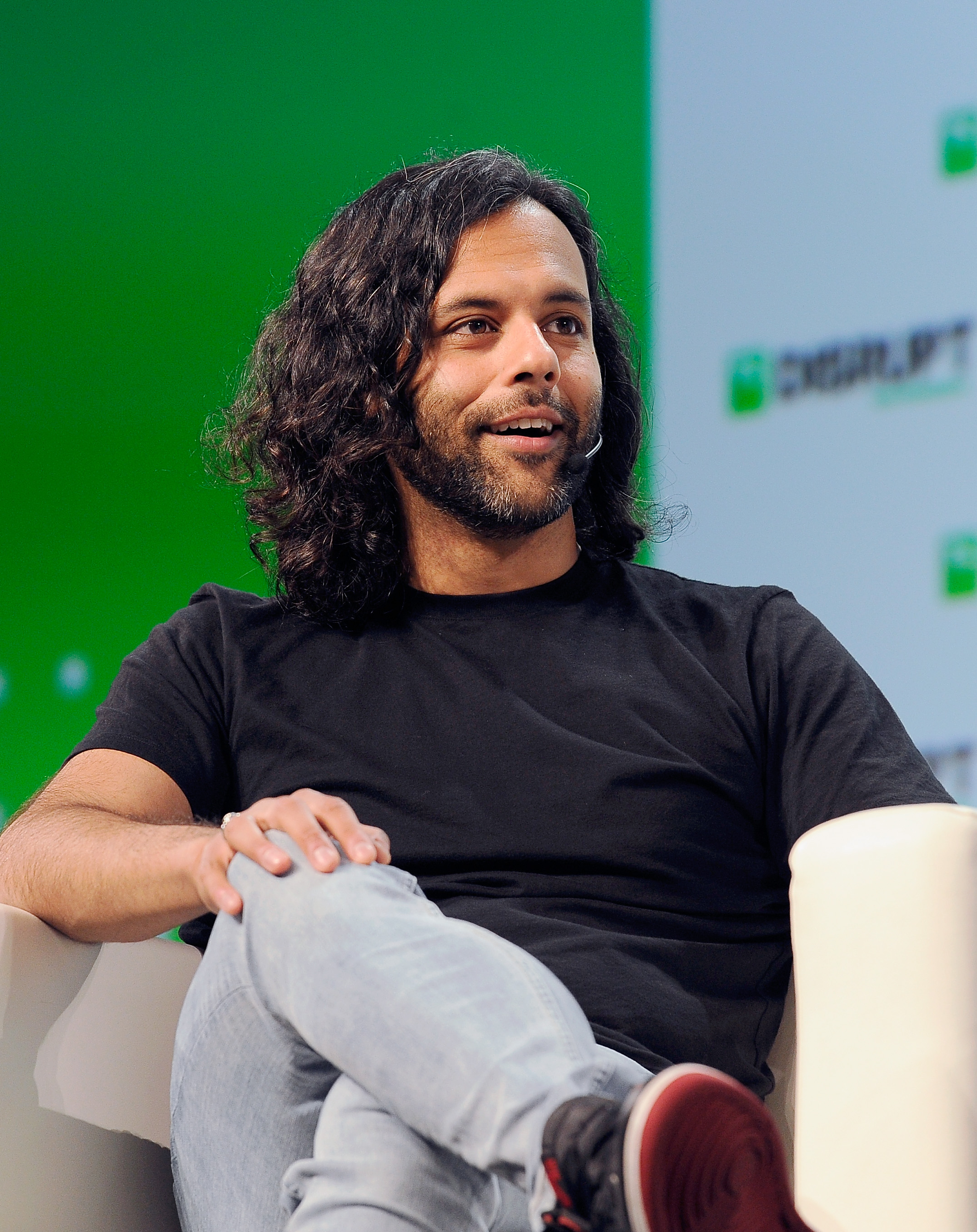
Baiju Bhatt (2018)

Baiju Prafulkumar Bhatt (* 1984/1985) ist ein US-amerikanischer Unternehmer und Investor. Er ist der Gründer von Aetherflux, einem weltraumbasierten Solarenergieunternehmen sowie Mitbegründer und ehemaliger Co-CEO von Robinhood, einem Finanzdienstleistungsunternehmen. Im Februar 2025 schätzt Forbes sein Nettovermögen auf 3,6 Milliarden US-Dollar.

## Laufbahn
Bhatt, der Sohn indischer Gujarati-Einwanderer, wurde in den USA geboren und wuchs in Poquoson, Virginia, auf. Sein Vater arbeitete im Langley Research Center der NASA und weckte in Bhatts Jugend dessen Interesse am Weltraum. Er erwarb einen Bachelor-Abschluss in Physik an der Stanford University, wo er 2008 auch einen Master-Abschluss in Mathematik machte. Bhatt und Vladimir Tenev, der andere Mitbegründer von Robinhood, lernten sich während ihrer Zeit in Stanford kennen.
Im Jahr 2013 gründete Bhatt zusammen mit Vlad Tenev die kommissionsfreie Aktienhandelsplattform Robinhood. Im Jahr 2015 brachte Robinhood eine mobile App auf den Markt, bei der sich Bhatt auf die Produkt- und Designentwicklung konzentrierte und beide dafür mit Stanford-Studenten zusammenarbeiteten. Nach einer Finanzierungsrunde im Mai 2018, die die Bewertung von Robinhood auf 6 Milliarden Dollar erhöhte, wurden Bhatt und Tenev zu Milliardären.
Bhatt trat im November 2020 als Co-CEO zurück und übernahm die Rolle des Chief Creative Officer. Im März 2024 trat Bhatt von seiner Führungsrolle als Chief Creative Officer bei Robinhood zurück, um sich auf andere Projekte zu konzentrieren. Er behielt seine Rolle als Mitglied des Board of Directors des Unternehmens.
Im Oktober 2024 kündigte Bhatt den Start eines weltraumgestützten Solarenergie-Start-ups mit Sitz in San Carlos namens Aetherflux an, dessen Gründer und Geschäftsführer er ist. Das Unternehmen beabsichtigt, eine Satellitenkonstellation zu schaffen, die Sonnenenergie im Weltraum produziert und mit Hilfe von Infrarotlasern zur Erde zurückstrahlt, um Energie in entlegene Regionen der Welt zu bringen, in denen die Stromversorgung teuer, schwierig oder gefährlich ist.
Bhatt ist Investor in mehreren privaten Raumfahrtunternehmen, darunter u. a. Reflect Orbit, ein Unternehmen, das sich zum Ziel gesetzt hat, Spiegel im Weltraum zu bauen, um das Sonnenlicht während der Nacht auf Solaranlagen auf der Erde zu reflektieren, und Apex, ein Hersteller von Satellitenbussen.

## Persönliches
Bhatt ist mit Adrienne Sussman verheiratet. Sie haben ein Kind.

## Mediale Darstellung
Bhatt wurde von Rushi Kota in dem Film Dumb Money aus dem Jahr 2023 dargestellt, einem Drama über den Anstieg der GameStop-Aktie 2021.